# Оценка политики здравоохранения
Оценка политики здравоохранения является крайне важным аспектом деятельности государства в силу того, что она позволяет определить степень влияния, оказываемого проведением той или иной политики, на народонаселение страны. Поскольку материальные ресурсы государства ограничены, а количество проблем, требующих внимания и вложений, достаточно многочисленно, правительство вынуждено выбирать только наиболее эффективные проекты. Правильный выбор может быть сделан только на основе проведения оценки всех альтернатив, что также подчеркивает немаловажную роль оценивания.

## По направлениям
Оценка политики здравоохранения может проводиться по трем основным направлениям:
1. оценивание программ государственного вмешательства, регулирования и исследований в области здравоохранения;
2. оценивание влияния политик в области здравоохранения (англ. health impact assessment (HIA));
3. оценивание технологий здравоохранения (англ. health technology assessment (HTA));
4. оценивание и мониторинг программ по борьбе со СПИДом.

## Программы государственного вмешательства, регулирования и исследований
Под оцениванием программ государственного вмешательства, регулирования и исследований в области здравоохранения понимается анализ действий, методов и результатов политики с целью выявления того, насколько эффективно они соответствуют поставленным целям. Чаще всего такое оценивание проводится по следующим параметрам:
- уместность,
- релевантность,
- адекватность,
- эффективность,
- соответствие поставленным целям,
- беспристрастность,
- способность к реагированию на изменения ситуации.

Основная цель оценивания заключается в улучшении функционирования системы здравоохранения и повышении результативности самих программ. Для достижения этой цели может проводиться как оценивание ex-ante, так и оценивание ex-post. В первом случае оцениваются ожидаемые издержки и прибыль от проведения политики, а также её возможная эффективность. Во втором случае проводится оценивание уже примененных мер политики.
Проведение оценивания программ государственного вмешательства, регулирования и исследований в области здравоохранения обязательно предполагает отражение результатов на бумаге (как в виде конфиденциальной информации, так и в режиме общего доступа). Данная мера позволяет учиться на ошибках проведённой политики и учитывать её сильные стороны.
В качестве примера можно привести программы по оцениванию политики здравоохранения в развивающихся странах, проводимые по инициативе стран Европейского союза в 2006-2007 гг. - "Оценка усиления государственного помощи населению в борьбе со СПИДом" (Evaluation of Strengthening the Institutional Response to HIV/AIDS/STI in the Caribbean) и "Оценка политики вакцинации" (Evaluation of the vaccination coverage policy). Первая программа имела место в ряде африканских стран и была нацелена на оценку политики по предотвращению эпидемии СПИДа. Вторая затронула лишь Буркина-Фасо и ставила своей целью оценить влияние политики вакцинации на снижение риска заболеваемости инфекционными болезнями.

## Оценивание влияния политики в области здравоохранения
Оценивание влияния политики в области здравоохранения это структурированный метод оценивания последствий применения программ и политик в здравоохранительной сфере. Полученные данные анализируются и впоследствии используются в процессе принятия политических решений. Такое исследование может проводиться как на общенациональном, так и локальном уровнях. Однако, несмотря на то, что данная сфера оценивания далеко не новая (в прошлом году отметила своё 40-летие), до сих пор не существует единой методологии проведения оценки. Можно выделить лишь наиболее общую схему процесса оценивания влияния здравоохранительной политики:
1. Создание общего проекта проведения оценки
2. Сбор и фильтрация информации (с использованием контрольных таблиц)
3. Формирование слабоструктурированной структуры оценивания политики
4. Определение последствий проведения политики
5. Выделение приоритетных последствий
6. Подведение итогов

Таким образом, одной из проблем данного типа оценивания является отсутствие четкой методологии. Помимо этого к недостаткам можно отнести также трудность сбора необходимой информации и недостаточную полноту получаемых результатов в силу финансовых ограничений и лимита времени.

## Оценивание технологий здравоохранения
Под технологиями здравоохранения понимается набор взаимосвязанных технологий, который используется с целью создания возможности внесения вклада в процесс принятия решений, касающихся политики здравоохранения. Примерами таких технологий могут послужить медикаменты, медицинские процедуры и оборудование, сама система, обеспечивающая предоставление медицинских услуг населению. 
В свою очередь оценивание технологий здравоохранения - это форма политического исследования, (обычно основанная на синтезировании существующей литературы), которая занимается рассмотрением краткосрочных и долгосрочных последствий внедрения технологий здравоохранения. Она предполагает проведение ex-ante и ex-post анализа применения технологий здравоохранения на практике и включает в себя исследования:
- развития и использования технологий здравоохранения,
- этических и социальных последствий применения технологий,
- факторов замедляющих или ускоряющих развитие здравоохранения,
- возможных вариантов внедрения новых технологий.

Однако наиболее значимой частью оценивания являются финансовые издержки и прибыль от применения технологий здравоохранения.
Оценивание технологий здравоохранения определяется не совокупностью применяемых методов, а целью проводимого исследования. Так, например, техническое оценивание фармацевтического или медицинского оборудования можно отнести к оцениванию технологий здравоохранения, если оно рассматривается как часть политики государственного регулирования. Или этический анализ генной терапии с целью оценить последствия её внедрения в медицинскую практику до принятия решения о государственной компенсации за врачебные ошибки можно также отнести к оцениванию технологий здравоохранения.

## Оценивание и мониторинг программ по борьбе со СПИДом
Эпидемия ВИЧ, начавшаяся неожиданно и развивавшаяся стремительно (особенно в странах «третьего мира») дала толчок к развитию новых программ, направленных на создание модели полового поведения и на распространение знания о СПИДе среди населения. Как результат, возникла необходимость в мониторинге и оценивании этих программ с целью определения степени их эффективности.
Оценка и мониторинг проводились по нескольким основным направлениям:
- Оценка осведомленности населения о ВИЧ и о способах предохранения от заражения им

Всемирной Организацией Здравоохранения (ВОЗ) был создан специальный индикатор, сделавший возможным проведение оценки по данному направлению. Это число человек, упомянувших хотя бы об одном из двух возможных способов предохранения от заражения ВИЧ, из всего числа опрошенных людей в возрасте от 15 до 49 лет. Однако вследствие недостаточной релевантности данного индикатора, вскоре он был несколько видоизменен. Стали использоваться два вида вопросов - открытые и "с подсказкой", что привело к разделению вышеупомянутого индикатора на два. Первый индикатор измерял процент респондентов, которые в ответе на вопрос с подсказкой, отвечают, что человек может снизить риск заражения ВИЧ, используя презервативы или ведя половую жизнь с одним верным, незараженным партнёром. Второй - процент респондентов, которые в ответе на вопрос с подсказкой, правильно отвергают два наиболее распространённых ложных представления о передаче СПИДа или о предохранении от него и знают, что человек, выглядящий здоровым, может переносить СПИД. 
- Оценка рискованности модели полового поведения

В качестве индикатора для оценки по данному направлению выступает число опрошенных людей, которые ответили, что у них были нерегулярные отношения за последний год, поделенное на число опрошенных людей, которые ответили, что они вели половую жизнь в прошлом году. Этот индикатор также был признан недостаточно точно отражающим реальную ситуацию, вследствие чего был разведён на два индикатора. Первый измерял процент респондентов, которые имели половые отношения с партнёром за последние 12 месяцев, с которым они не состоят в браке и не сожительствуют от числа тех респондентов, имевших половую активность за этот период. Второй, в свою очередь, - процент респондентов, которые использовали презерватив в последний раз при половом акте с партнёром, с которым не состоят в браке и не сожительствуют, от числа тех респондентов, имевших половую активность за этот период. 
- Оценка дискриминации ВИЧ-инфицированных людей

В данном случае в качестве индикатора для проведения оценки выступает процент всех людей, выразивших расположение к людям с ВИЧ, от всех опрошенных людей в возрасте от 15 до 49 лет. 
Таким образом, оценивание по трем вышеупомянутым направлениям осуществляется на базе проведения социологических опросов среди населения. Недостатками данного метода является то, что вопросы "с подсказкой" дают завышенные результаты; вопросы не всегда составлены корректно и понятно; опрос может утомлять респондента; данные, собранные разными способами, не подходят для оценки динамики; правдивость ответов, которые дают респонденты, трудно поддается оценке.
- Оценка числа женщин, предоставляющих сексуальные услуги

Женщины, предоставляющие сексуальные услуги, вносят серьёзный вклад в распространение СПИДа, однако до сих пор не было выявлено эффективного метода оценивания их количества из-за того, что проституция во многих странах незаконна, и в большинстве из них осуждается. Все проведённые исследования по разработке действенного способа оценки не дали ощутимых результатов вследствие того, что они отражали ситуацию, крайне далекую от реальности.
- Мониторинг за откликом на эпидемию СПИДа в печатных СМИ

Очевидно, что данный метод основан на анализе статей в печатных изданиях, имеющих отношение к эпидемии СПИДа. Его основными достоинствами являются доступность и относительная дешевизна. К числу недостатков можно отнести невозможность его использования в долгосрочной перспективе, вследствие опасности возникновения рисков неполноты информации и трудности оценивания по факту.
- Мониторинг за эпидемией СПИДа среди молодых женщин, посещающих дородовые клиники

Возможно использование следующих индикаторов: распространённость ВИЧ среди женщин до рождения ребёнка в возрасте от 15-24 лет, распространённость ВИЧ среди женщин до рождения ребёнка в возрасте от 15-19 лет, распространённость ВИЧ среди женщин в период первой и второй беременности. Последний индикатор лучше отражает динамику болезни в сексуально активном возрасте населения, а возрастные индикаторы лучше подходят для оценки распространённости эпидемии среди всех молодых женщин.
В России при поддержке UNAIDS в Федеральной службы по надзору в сфере защиты прав потребителей и благополучия человека был создан сайт Аналитическая группа по мониторингу и оценке эффективности проектов и программ по противодействию ВИЧ/СПИД в Российской Федерации Архивная копия от 14 марта 2022 на Wayback Machine,